# Panos Koronaios
Panos Koronaios  (en griego moderno: Πάνος Κορωναίος) fue un militar y un político griego nacido en 1809 en Citera y que murió el 17 de enero de 1899.

## Historia
Durante la Guerra de Crimea, se ordenó a los voluntarios griegos que ayudaran a los rusos sitiados en Sebastopol durante la guerra de Crimea .
Durante la insurrección de Creta de entre 1866 y 1869 fue el general de las fuerzas revolucionarias en la región de Rethymno.

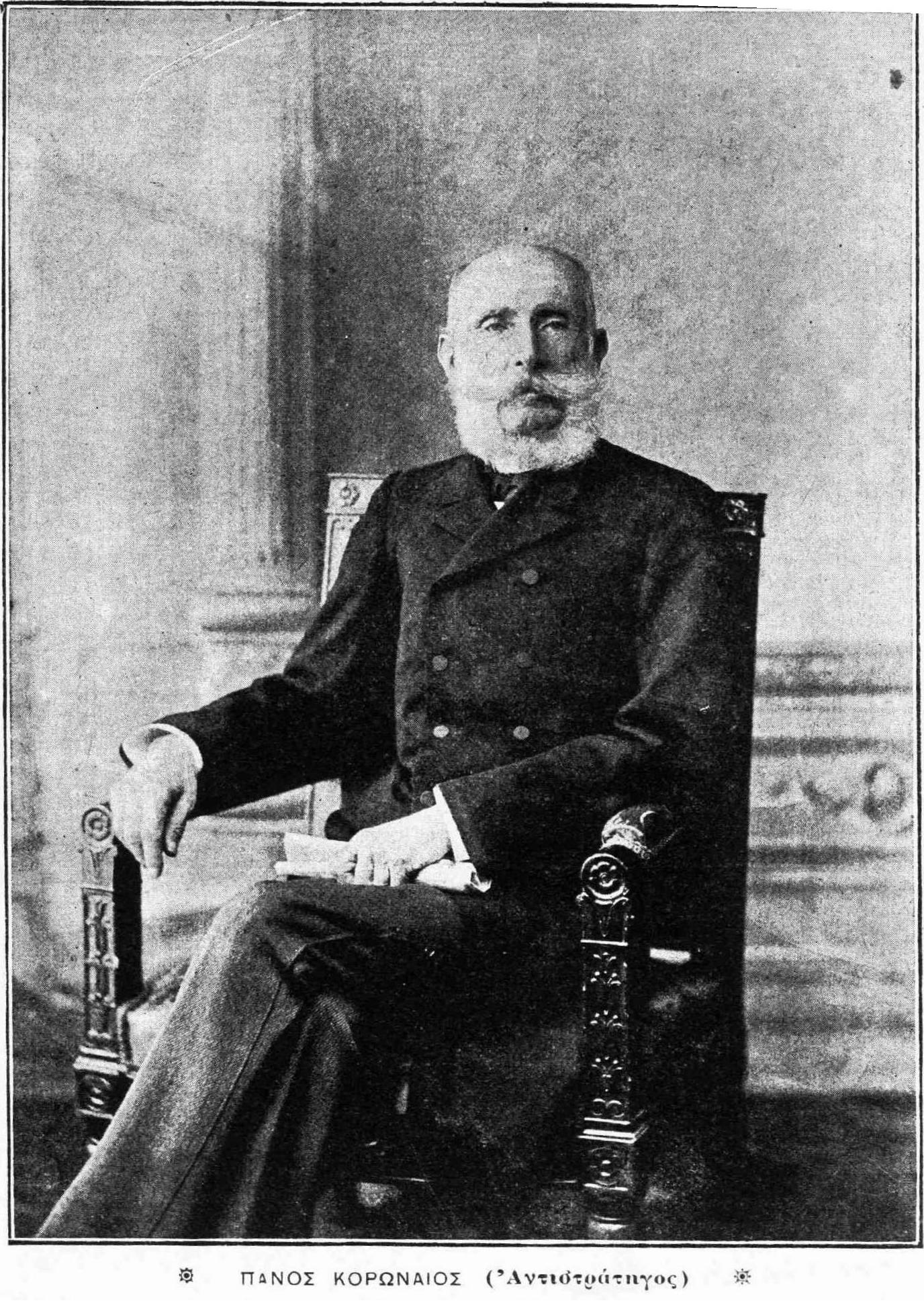
Panos Koronaios en 1899.